# 不久將來的Happy End
《不久將來的Happy End》（日语：近未来ハッピーエンド / きんみらいハッピーエンド）是由CYaRon!於2017年5月10日所發售的第二張單曲。

## 概要
CYaRon!的第二張單曲

## 收錄歌曲
- CD部分
  - 全作詞：畑亞貴

  1.  （不久將來的Happy End）
    - 作曲、編曲：藤井亮太

  2.  （我在海岸大街等著你哦）
    - 作曲、編曲：渡邊未來（日语：渡辺未来）

  3.  （Off Vocal）
  4.  （Off Vocal）
  5. （廣播劇）
    - 出演：CYaRon！

## 外部連結
- Lantis網站上的介紹（页面存档备份，存于）（日語）